# Halation Summer
 (mars 2012).
Si vous disposez d'ouvrages ou d'articles de référence ou si vous connaissez des sites web de qualité traitant du thème abordé ici, merci de compléter l'article en donnant les références utiles à sa vérifiabilité et en les liant à la section « Notes et références ».
Singles de Coconuts Musume
Dance & Chance
(1999)
 Halation Summer  (ハレーションサマー), parfois appelé Halation Summer / Summer Night Town (English Version) (ハレーションサマー／サマーナイトタウン...), est le premier single du groupe de J-pop Coconuts Musume, sorti en 1999.

## Présentation
Le single, écrit et produit par Tsunku, sort le 23 juillet 1999 au Japon sur le label SME Records, le même jour que le premier single du groupe affilié Country Musume. Il atteint la 40e place du classement de l'Oricon, restant classé pendant deux semaines. C'est le seul single du groupe à sortir au format mini-CD single de 8 cm de diamètre.
C'est en fait un single "double face A", comportant deux chansons principales indiquées sur la pochette. La première chanson, Halation Summer, est chantée en japonais, bien que la majorité des membres (américaines) ne parlent pas cette langue. Elle est utilisée comme générique d'ouverture de la série anime Kyoro Chan, et figurera sur l'album de sa bande originale Kyoro Chan Original Soundtrack qui sort trois mois plus tard, le 21 octobre. Elle sera reprise en 2006 par le groupe Berryz Kōbō sur son mini-album 3 Natsu Natsu Mini Berryz. La deuxième chanson, Summer Night Town (English Version), est une reprise en anglais du titre Summer Night Town du groupe affilié Morning Musume sorti en single un an auparavant (Country Musume reprend au même moment une autre chanson d'un single du même groupe en "face B" de son propre single) ; la version de Coconuts Musume figurera sur la compilation du Hello! Project Petit Best ~Ki Ao Aka~ de 2000. 
Les clips vidéo des deux chansons du single figureront sur la vidéo Coconuts Musume qui sort trois mois plus tard ; celui de Summer Night Town (...) figurera aussi sur le DVD Petit Best DVD qui sortira fin 2004.
Membres du groupe
Ayaka ; Mika ; Danielle ; Chelsea ; April

## Liste des titres
1. Halation Summer (ハレーションサマー?)
2. Summer Night Town (English Version) (サマーナイトタウン...?)
3. Halation Summer (Backing Track) (ハレーションサマー...?) (instrumental)